# 12722 Petrarca
För andra betydelser, se Petrarch.
12722 Petrarca eller 1991 PT1 är en asteroid i huvudbältet som upptäcktes den 10 augusti 1991 av den belgiske astronomen Eric W. Elst vid La Silla-observatoriet. Den är uppkallad efter författaren Francesco Petrarca.
Asteroiden har en diameter på ungefär 4 kilometer.